# Kefalonija
Kefalonija (grčki: Κεφαλλονιά, Κεφαλονιά) je grčki otok.
Vjeruje se da je otok nazvan prema mitološkoj figuri Kefalusu (Cifalis). Postoji vjerovanje da naziv potiče zbog izgleda otoka pa se naziva i "otok s glavom" (gr: κεφάλι - glava).

## Zemljopis
Kefalonija je najveći otok iz grupe Jonskih otoka. Otok Kefaloniju, uz otok Itaku čini prefekturu Kefalonija i Itaka, čiji je glavni grad Argostoli. 
Populacija otoka je blizu 45000. U pogledu populacije, to je jedna od najviše rastućih regija Grčke, sa stopom rasta od 35% do 40% tijekom 1990-ih. Argostoli je mjesto u kome živi trećina stanovništva otoka. Liksuri je drugo po veličini naselje na otoku. U ova dva gradića živi skoro dvije trećine stanovništva cijelog otoka.
Sjeverno od Kefalonije nalazi se Itaka, otok koje duguje svoju slavu grčkim mitovima. Poznato je širom svijeta po Homerovim epovima Ilijadi i Odiseji, kao postojbina grčkog heroja Odiseja.